# ال‌ال‌اکس
ال‌ال‌اکس (به پرتغالی: LLX) شرکت خدمات لجستیک برزیلی است، که وظیفه مدیریت بر بنادر و ترمینال‌های متعلق به شرکت خوشه‌ای ای‌بی‌اکس گروپ را، بر عهده دارد.
شرکت ال‌ال‌اکس در سال ۲۰۰۷ توسط صنعتگر و کارآفرین برزیلی؛ ایکی باتیستا راه‌اندازی شد و در حال حاضر به‌عنوان اپراتور بندر تجاری سوپرپورتو دو آکو فعالیت می‌نماید. این پایانه، که در ایالت ریو د ژانیرو مستقر می‌باشد، یکی از سه بندر بزرگ تجاری جهان به‌شمار می‌آید، که با طول ۱۷ کیلومتر، دارای ۴۰ اسکله جهت پهلوگیری کشتی‌‌ها، شناورها و نفت‌کش‌ها بوده و هم‌اکنون با ۶۰ شرکت بزرگ جهان قرارداد همکاری دارد. این شرکت‌ها شامل:  پتروبراس، ا.آن، انگلو امریکن، جنرال الکتریک، صنایع سنگین هیوندای، ترنیوم، وارتسیلا، والورک و... می‌باشد.
دفتر مرکزی این شرکت در شهر سائوپائولو، برزیل قرار دارد و سهام آن در بازار بورس سائوپائولو معامله می‌شود.